# La Paz (departement van Mendoza)
La Paz (Mendoza) is een departement in de Argentijnse provincie Mendoza. Het departement (Spaans:  departamento) heeft een oppervlakte van 7.105 km² en telt 9.560 inwoners.

## Plaatsen in departement La Paz
- Cadetes de Chile
- Desaguadero
- La Gloriosa
- La Paz
- Las Chacritas
- Villa Antigua
- Villa Cabecera